# George Francis Lyon
George Francis Lyon (1795 - 1832) est un officier britannique de la Royal Navy et explorateur de l'Arctique et de l'Afrique.

## Biographie

### L'Arctique
Membre de la deuxième expédition Parry (1821-1823) à la recherche du Passage du Nord-Ouest comme commandant de l' Hecla, il prend part à plusieurs expéditions en traîneaux et s'adapte à la vie des Inuits. En 1824, il passe sur le Griper et, en compagnie du ravitailleur Snap, explore l'ouest de la péninsule de Kent. 
Le 4 août, les deux navires reviennent à Stromness où il se sépare. Le Griper part pour le détroit d'Hudson mais s'échoue à l'île Coats. Lyon fait alors débarquer l'ensemble du matériel or le navire parvient à se libérer des glaces. Il voyage alors aux îles Digges et atteint le 30 août le cap Wolstenholme avant de poursuivre sa route au nord-ouest. Il entre en Bay of Gods Mercy (en) puis dans le Roes Welcome Sound (en). Enfin, le 12 septembre, Lyon encre le bâtiment dans la Wager Bay (en). La tempête l'oblige à reprendre la mer après avoir perdu ses ancres. 
Ayant des compas endommagés et des hommes épuisés, Lyon décide de regagner l'Angleterre qu'il rejoint le 10 novembre. Il parvient à se dédommager de l'échec de sa mission, l'Amirauté tenant compte alors des mauvaises conditions météorologiques qu'il a rencontrées.

## Œuvres

### Récits de voyages
- A Narrative of Travels in Northern Africa in the Years 1818, 19, and 20…, Londres (1821)
- The Private Journal of Captain G.F. Lyon, of H.M.S. Hecla, During the Recent Voyage of Discovery under Captain Parry (1824)
- A Brief Narrative Of An Unsuccessful Attempt To Reach Repulse Bay In His Majesty's Ship Griper, In The Year MDCCCXXIV, Londres (1825)

### Peintures

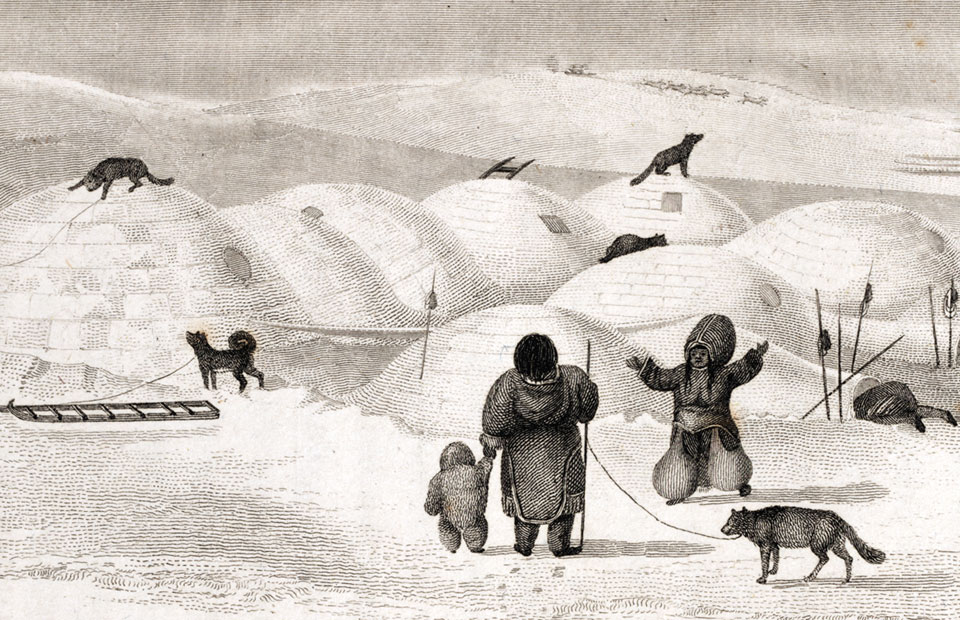
Village inuit.
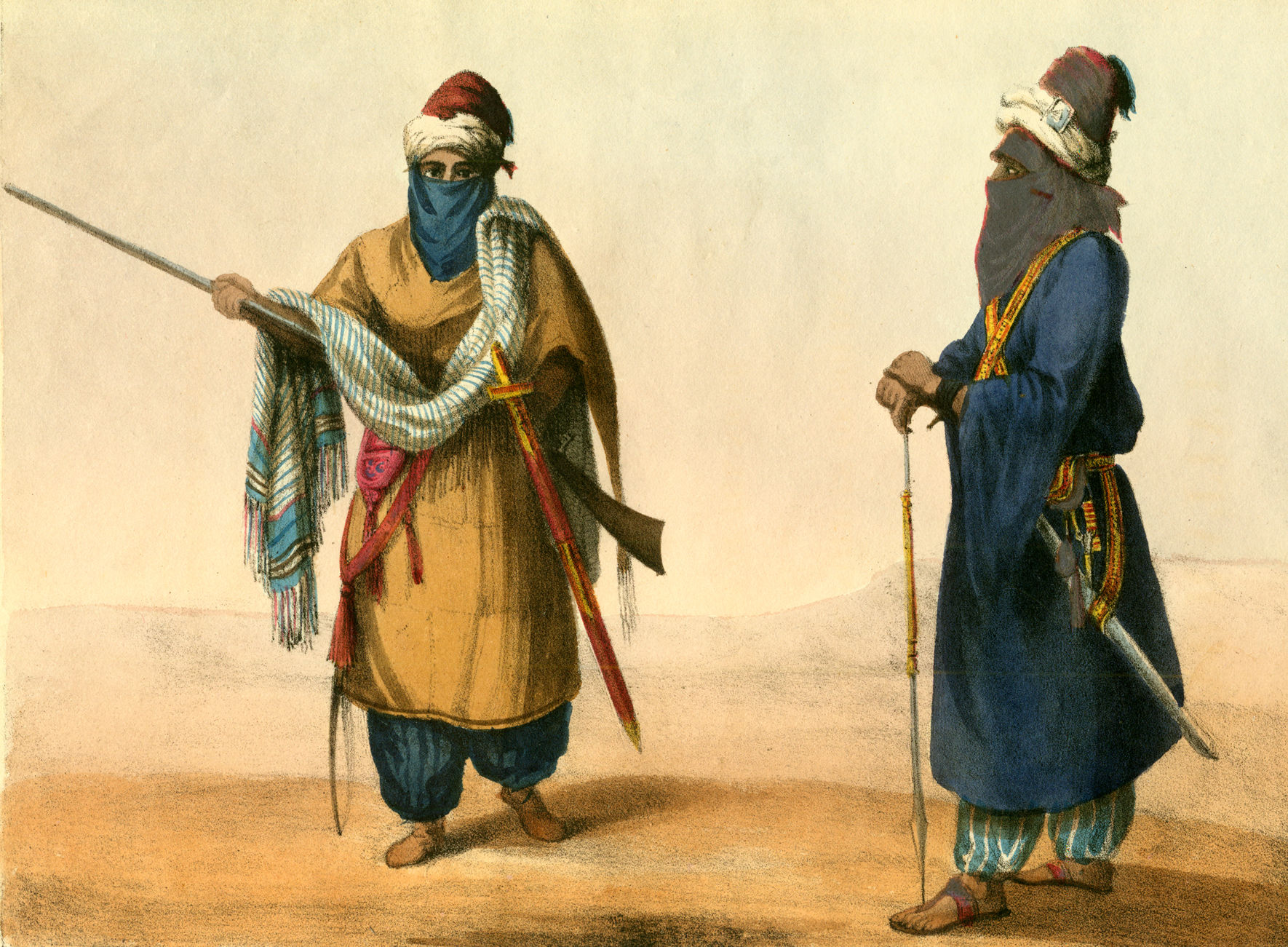
Les Touaregs de Ghraat.
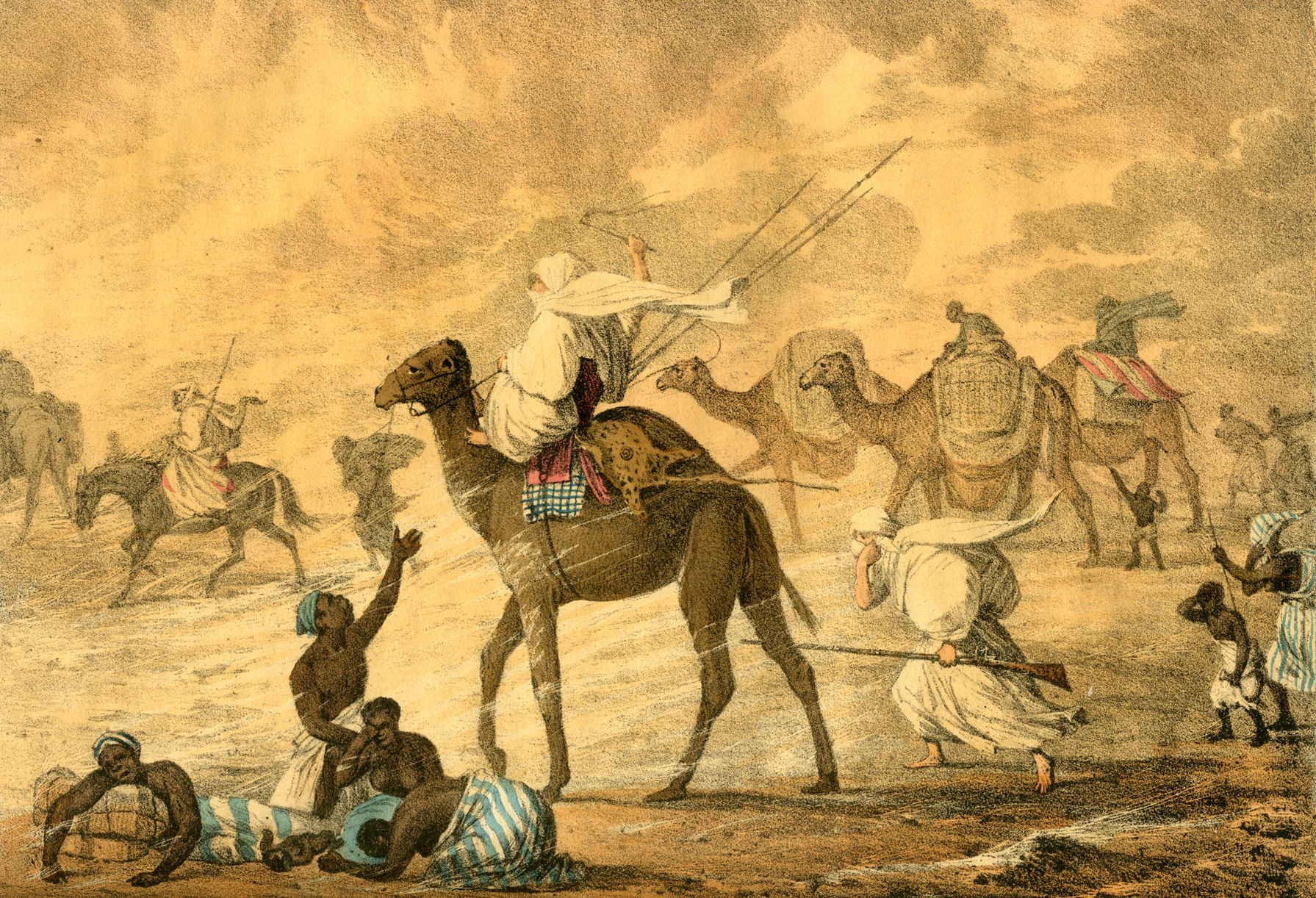
Tempête de sable dans le Sahara.